# Balhae
| Chinesische Bezeichnung   | Chinesische Bezeichnung |
| ------------------------- | ----------------------- |
| Traditionell:             | 渤海                    |
| Vereinfacht:              | 渤海                    |
| Pinyin:                   | Bóhǎi                   |
| Wade-Giles:               | Po-hai                  |
| Koreanische Bezeichnung   |                         |
| koreanisches Alphabet:    | 발해                    |
| chinesische Zeichen:      | 渤海                    |
| Revidierte Romanisierung: | Balhae                  |
| McCune-Reischauer:        | Parhae                  |

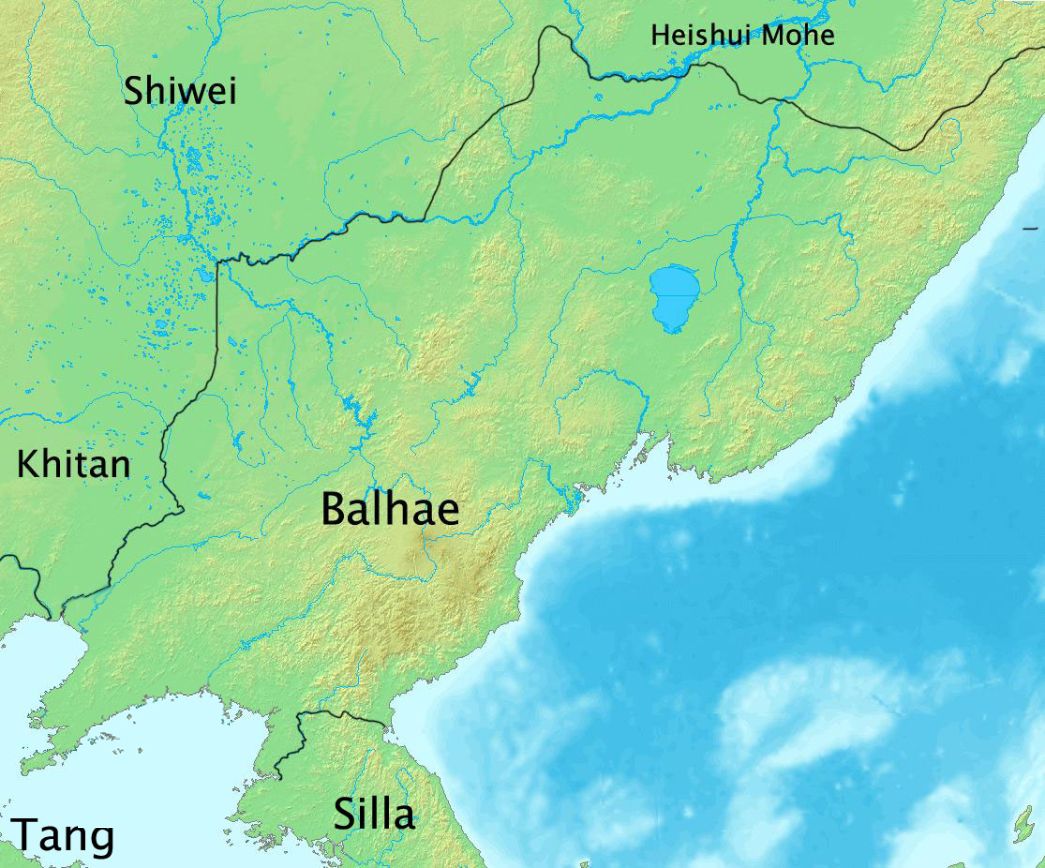
Ausdehnung von Balhae auf seinem Höhepunkt um 830

Das Reich Balhae, Parhae (nach koreanischer Lesung) oder auch Bohai (nach chinesischer Lesung) genannt, war ein Königreich, das sich über die heutige Mandschurei, den Nordosten Nordkoreas und die Region Primorje Russlands erstreckte. Es existierte von 669 bis 926 und ahmte die Regierungsstruktur des zeitgleichen Tang-Reiches nach. Seine Erforschung steckt noch in den Anfängen und zählt zu den großen Diskussionen über Nordostasien.
Laut historischen Quellen wurde das Reich Balhae 669 von Dae Joyeong (chin. Da Zuorong), einem früheren Goguryeo-General im Zusammenwirken mit den Malgal, auch Mohe genannt, gegründet. Laut dem Buch von Tang soll Dae Joyeong den Sumo Mohe angehört haben, aber war zugleich den "Gaoli" -(Koreanern aus Goguryeo) angehörig. Es ist umstritten, ob er in erster Linie ein General des koreanischen Königreichs Goguryeo oder der Stammesfürst der Mohe war, die als Vorläufer der späteren Tungus-Gruppen gelten.
Es wird allgemein angenommen, dass das Volk der Balhae heterogen war und hauptsächlich aus Mohe und Koreanischsprachigen Gruppen aus Goguryeo bestand. Die Mohe machten die Mehrheit der gesamten Balhae-Bevölkerung aus. Die Bedeutung der einzelnen Gruppen im Staat ist zwecks politischer Nutzbarmachung der Geschichte umstritten.
Einige russische Historiker vertreten die These, dass das Balhae-Reich unter starkem japanischen Einfluss gegründet wurde, von Japanern besiedelt wurde und anschließend als "Kolonie Japans" weitere Einflüsse aus China und Goguryeo erhielt und dass chinesisch zur lingua franca wurde.

## Geschichte
Der Gründer Balhaes Dae Joyeong starb im Jahr 719 und wurde von seinem Sohn Dae Muye (Da Wuyi, † 737) abgelöst, der sich einen eigenen Herrschertitel als „Großkönig“ oder „Hochkönig“ zulegte. Sein jüngerer Bruder Dae Munye rebellierte, als er gegen die Mohe-Gruppen entlang des Amur geschickt werden sollte. Er war lange Zeit als Geisel am Kaiserhof gewesen und fühlte sich den Tang verpflichtet. Die Folge war ein Krieg mit dem Tang-Reich, bei dem König Tae Muye 732 sogar eine Flotte nach Shandong schickte. Erst 735 einigte man sich wieder.
Der dritte König, Dae Heungmu (Da Jinmao, † 793) regierte 57 Jahre lang. Während seiner Herrschaft ahmte Balhae die Institutionen und die Regierungsstruktur Tang-Chinas nach und Dae Heungmus Herrschaft über Balhae wurde formell vom Tang-Reich anerkannt. Seine Botschafter waren immer bei den Neujahrsempfängen am Tang-Hof zugegen. Die Grenzen des Balhae-Reiches wurden bis an den Amur und auf die Halbinsel Liaodong ausgedehnt.

## Chinesische Ansicht
Laut chinesischen Historikern war der Gründer vorrangig Mohe und demnach tungusischer Abstammung.

## Russische Geschichtsschreibung
Nach russischer Ansicht ging der Gründer von Balhae, der von Mohe Abstammung war, strategische und wirtschaftliche Bündnisse mit Japan und China ein. Diese Bündnisse wirkten sich stark auf die lokale Kultur von Balhae aus. Während die Tang-Dynastie Balhae als Vasallen betrachtete, investierte Japan stark in die lokale Kultur und konnte sich eine der fünf „Großstädte“ als de-facto „Kolonie“ sichern. Ab dem 8. Jahrhundert stellten Japaner die Mehrheit in den Küstenregionen und die japanische Kultur hatte starken Einfluss auf weite Teile Balhaes.
Nach politischen Unruhen im Jahr 734 verschlechterten sich die inter-ethnischen Beziehungen und es folgte ein „Bürgerkrieg“, in dem pro-chinesische und pro-Goguryeo-Kräfte um Einfluss rangen. Die pro-chinesischen Fraktionen, unterstützt von lokalen "Nomaden" und Japanern, gewannen die Oberhand und Chinesisch entwickelte sich zur lingua franca.
Aufgrund des Mangels an Quellen und widersprüchlicher Aussagen zu historischen Beweisen sind diese Standpunkte nicht einmal unter russischen Historikern zu finden.

## Sprachen von Balhae
Es wird heutzutage angenommen, dass der Staat mehrheitlich von tungusischen Bevölkerungsgruppen bewohnt wurde, die wiederum von einer koreanischen Minderheit aus dem ehemaligen Goguryeo regiert wurden. In der Hauptstadt finden sich zum Beispiel viele koreanische Gräber, während außerhalb der Hauptstadt hauptsächlich Gräber im Stil der Tungusen existieren.

## Untergang von Balhae
Balhae wurde 926 von den benachbarten Kitan erobert und zerstört. Seine Einwohner hatten jedoch noch bis ins 13. Jahrhundert einen gewissen Sonderstatus innerhalb von Goryeo.